# Монтуа
Монтуа́ (фр. Monthois) — коммуна во Франции, находится в регионе Шампань — Арденны. Департамент коммуны — Арденны. Административный центр кантона Монтуа. Округ коммуны — Вузье.
Код INSEE коммуны — 08303.
Коммуна расположена приблизительно в 180 км к востоку от Парижа, в 50 км северо-восточнее Шалон-ан-Шампани, в 55 км к югу от Шарлевиль-Мезьера.

## Население
Население коммуны на 2008 год составляло 382 человека.
| 1962 | 1968 | 1975 | 1982 | 1990 | 1999 | 2008 |
| ---- | ---- | ---- | ---- | ---- | ---- | ---- |
| 390  | 417  | 363  | 388  | 376  | 336  | 382  |

## Экономика
В 2007 году среди 245 человек в трудоспособном возрасте (15—64 лет) 180 были экономически активными, 65 — неактивными (показатель активности — 73,5 %, в 1999 году было 66,0 %). Из 180 активных работали 155 человек (92 мужчины и 63 женщины), безработных было 25 (8 мужчин и 17 женщин). Среди 65 неактивных 17 человек были учениками или студентами, 26 — пенсионерами, 22 были неактивными по другим причинам.

## Фотогалерея
- Мэрия
- Карта коммуны